# Stockholm Open 2021
Stockholm Open 2021 var den 52:a upplagan av Stockholm Open, en tennisturnering i Stockholm, Sverige. Turneringen var en del av 250 Series på ATP-touren 2021 och spelades inomhus på hard court i Kungliga tennishallen mellan den 7 och 13 november 2021.

## Mästare

### Singel
- Tommy Paul besegrade  Denis Shapovalov, 6–4, 2–6, 6–4

Paul vann sin första titel på ATP-touren.

### Dubbel
- Santiago González /  Andrés Molteni besegrade  Aisam-ul-Haq Qureshi /  Jean-Julien Rojer 6–2, 6–2.

## Tävlande i singel

### Seedning
| Land           | Spelare               | Rank1 | Seedning |
| -------------- | --------------------- | ----- | -------- |
| Italien        | Jannik Sinner         | 9     | 1        |
| Kanada         | Félix Auger-Aliassime | 11    | 2        |
| Kanada         | Denis Shapovalov      | 19    | 3        |
| Storbritannien | Dan Evans             | 24    | 4        |
| USA            | Taylor Fritz          | 26    | 5        |
| Kazakstan      | Alexander Bublik      | 36    | 6        |
| Ungern         | Márton Fucsovics      | 40    | 7        |
| USA            | Frances Tiafoe        | 41    | 8        |

- Rankingen var per den 1 november 2021.[2]

### Övrig spelarinformation
Följande spelare fick ett wild card till turneringen:
- Leo Borg
- Andy Murray
- Elias Ymer

Följande spelare kvalificerade sig genom kvalturneringen:
- Viktor Durasovic
- Denis Istomin
- Pavel Kotov
- Andrea Vavassori

Följande spelare kvalificerade sig som lucky losers:
- Egor Gerasimov
- Jozef Kovalík
- Nino Serdarušić

### Spelare som dragit sig ur
Innan turneringens start
- Nikoloz Basilasjvili → ersatt av  Tommy Paul
- Alex de Minaur → ersatt av  Adrian Mannarino
- Grigor Dimitrov → ersatt av  Arthur Rinderknech
- Cristian Garín → ersatt av  Taylor Fritz
- Ugo Humbert → ersatt av  Alejandro Davidovich Fokina
- Hubert Hurkacz → ersatt av  Egor Gerasimov
- Aslan Karatsev → ersatt av  Nino Serdarušić
- Gaël Monfils → ersatt av  Márton Fucsovics
- Cameron Norrie → ersatt av  Peter Gojowczyk
- Casper Ruud → ersatt av  Mackenzie McDonald
- Diego Schwartzman → ersatt av  Frances Tiafoe
- Lorenzo Sonego → ersatt av  Jozef Kovalík
- Alexander Zverev → ersatt av  Emil Ruusuvuori

## Tävlande i dubbel

### Seedning
| Land           | Spelare          | Land           | Spelare        | Rank1 | Seedning |
| -------------- | ---------------- | -------------- | -------------- | ----- | -------- |
| Kroatien       | Ivan Dodig       | Brasilien      | Marcelo Melo   | 35    | 1        |
| Tyskland       | Tim Pütz         | Nya Zeeland    | Michael Venus  | 41    | 2        |
| Storbritannien | Ken Skupski      | Storbritannien | Neal Skupski   | 76    | 3        |
| Kazakstan      | Alexander Bublik | Kazakstan      | Andrey Golubev | 79    | 4        |

- Rankingen var per den 1 november 2021.

### Övrig spelarinformation
Följande dubbelpar fick ett wild card till turneringen:
- Markus Eriksson /  Elias Ymer
- André Göransson /  Robert Lindstedt

Följande dubbelpar fick en plats i turneringen som reserver:
- Karl Friberg /  Mohamed Safwat
- Simon Freund /  Nino Serdarušić

### Spelare som dragit sig ur
Innan turneringens start
- Marcelo Arévalo /  Santiago González → ersatt av  Santiago González /  Andrés Molteni
- Simone Bolelli /  Máximo González → ersatt av  Tomislav Brkić /  Nikola Ćaćić
- Rohan Bopanna /  Denis Shapovalov → ersatt av  Ariel Behar /  Gonzalo Escobar
- Sander Gillé /  Joran Vliegen → ersatt av  Emil Ruusuvuori /  Botic van de Zandschulp
- Wesley Koolhof /  Jean-Julien Rojer → ersatt av  Aisam-ul-Haq Qureshi /  Jean-Julien Rojer
- Raven Klaasen /  Ben McLachlan → ersatt av  Fabrice Martin /  Hugo Nys
- Kevin Krawietz /  Horia Tecău → ersatt av  Pedro Martínez /  Andrea Vavassori
- Jamie Murray /  Bruno Soares → ersatt av  Taylor Fritz /  Tommy Paul
- John Peers /  Filip Polášek → ersatt av  Karl Friberg /  Mohamed Safwat
- Tim Pütz /  Michael Venus → ersatt av  Simon Freund /  Nino Serdarušić